# Arthur Esche
Arthur Esche (* 8. September 1857 in Limbach; † 7. Dezember 1940 in Dresden) war ein deutscher Jurist und nationalliberaler Politiker. Er war Professor an der Technischen Hochschule Dresden und Abgeordneter im Deutschen Reichstag.

## Leben und Wirken
Der Sohn des Limbacher Strumpfwarenfabrikanten Julius Esche (1814–1867) und dessen Ehefrau Anna Clara geb. Clauß (1824–1920) besuchte zunächst die Gymnasien in Chemnitz und Dresden, bevor er ein Studium der Rechtswissenschaften an den Universitäten Göttingen, Heidelberg und Leipzig aufnahm, das er mit Promotion Dr. jur. abschloss. Während sein Bruder Eugen (1845–1902) das Familienunternehmen Moritz Samuel Esche übernahm und zu großer Bedeutung expandierte, wählte Arthur Esche den Weg einer juristischen Karriere.
Von 1882 an war er zunächst Referendar in Dresden, dann 1888/89 Assessor in Zittau, dann zunächst Assessor und 1891/92 Landrichter am Landgericht Bautzen. 1893 wurde er nach Annaberg versetzt, wo er als Amtsrichter für Strafsachen tätig war. 1897 wurde er wiederum nach Dresden versetzt, wo er Amtsrichter für Vormundschafts- und Nachlasssachen wurde. Von 1898 bis 1903 war er im 21. sächsischen Wahlkreis (Annaberg-Schwarzenberg) Reichstagsabgeordneter für die Nationalliberale Partei.
Esche war Professor an der Technischen Hochschule Dresden. Von 1908 bis 1919 hatte er den Lehrstuhl für Rechtswissenschaften inne. Er setzte sich in diversen Schriften und Vorträgen gegen den Alkoholismus ein.

## Werke
- Der Strafrichter gegenüber der Wanderbettelplage und Vagabundennoth
- Urheberrecht und Verlagsrecht, 1901
- Bericht der 11. Kommission über den Entwurf eines Gesetzes, betreffend das Urheberrecht an Werken der Literatur und der Tonkunst – Nr 97 der Drucksachen, 1901
- Kampf gegen den Alkoholismus: eine dringende Aufgabe der inneren Mission. Vortrag in der 37. Generalversammlung des Landesvereins für innere Mission der ev.-luth. Kirche im Königreich Sachsen am 28. April 1903 zu Dresden gehalten, 1903
- Lebensglück und Vollkraft, 1909
- An unsere jungen Leute! aus einer Ansprache an Eltern und Lehrer, 1910
- Jugendkraft und Jugendfreude, 1913
- Alkohol und Sittlichkeit, 1914
- Der deutschen Jugend Gelöbnis an Kaisers Geburtstag im deutschen Krieg 1914/1915, 1916